# Schloss Schlüßlberg

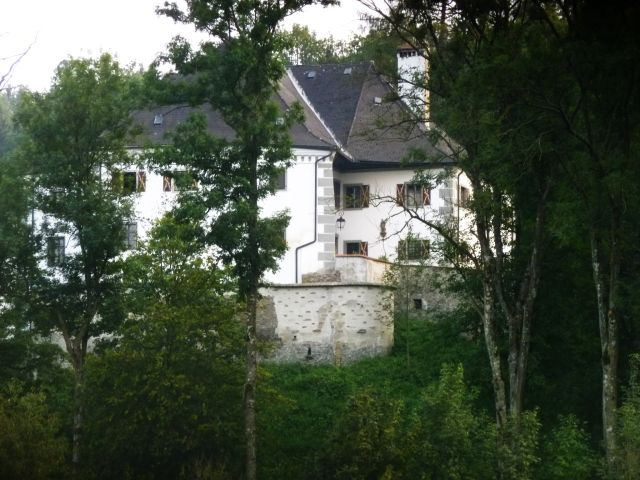
Schloss Schlüßlberg

Das Schloss Schlüßlberg liegt in der gleichnamigen Gemeinde im Bezirk Grieskirchen von Oberösterreich auf den Ausläufern der Müllerberge.

## Geschichte
Die erste urkundliche Erwähnung findet sich in der zweiten Hälfte des 12. Jahrhunderts im Kloster Mondsee; damals werden ein Herwort und Walchun de sluzilberch genannt, die als Erbauer der Veste gelten. Zweck dieser Burg war es, den Zugang ins Trattnachtal zu sperren. Die Schlüsselberger waren eine bäuerliche Familie, die im 14. Jahrhundert in den Ritterstand aufstieg. Es ist anzunehmen, dass diese ursprünglich Lehensleute von Mondsee waren. Im Lehenbuch des Herzog Albrecht III. werden aber 1380 und 1395 ein Hans, ein Chunrad und ein Ulrich von Schlüßlberg genannt. Auf die Schlüßlberger folgte 1404 Rudolf der Schifer. Von der Tochter Agnes des Rudolf Schifer kaufte Erasmus von Hohenfeld († 1461), Pfleger der passauischen Herrschaft Ebelsberg, am 7. Oktober 1429 den Besitz. Dieser hat vermutlich die gotische Kapelle errichten lassen. Sein Sohn Christoph, Pfleger von Wels, verkaufte die Burg 1472 an Christoff Jörger. Am 5. Juni 1492 erwarben Wolfgang Prugkner und seine Ehefrau Barbara die Burg. 1503 kam Schlüßlberg an den Linzer Stadtrichter Andreas Pruckner und dessen Ehefrau Magdalena.

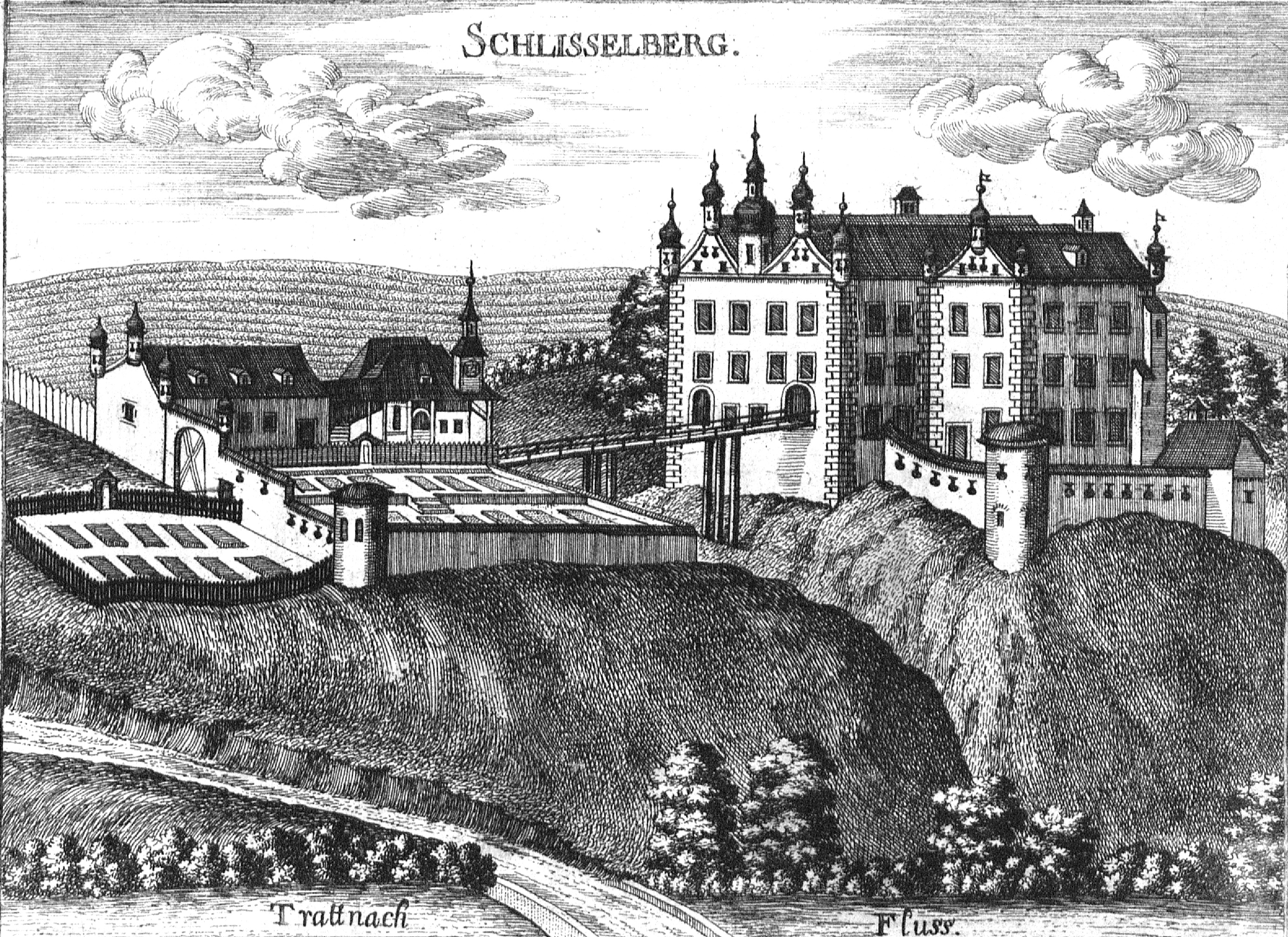
Schloss Schlüßlberg, Stich von Georg Matthäus Vischer, 1674

Auf dem Erbweg kam die Burg dann 1533 an den kaiserlichen Rat Hans Hoffmann. Magdalena Hoffmann verehelichte sich mit Sebastian Sigmar, wobei sich diese in der Folge Sigmar von Schlüßlberg nannten. Beide waren Protestanten und mussten nach Regensburg emigrieren. 1638 wurde der Besitz wegen der drohenden Gegenreformation an Sebastian Helfried von Wopping verschleudert; 1650 kam das Schloss zuerst an Georg Ludwig von Oed und im gleichen Jahr an Seyfried Hager von Allentsteig. Letzterer dürfte die Burg zu einem Schloss umgebaut haben. 1668 kam der Besitz an Johann Adam von Hoheneck, dessen Sohn Johann Georg Adam Freiherr von Hoheneck († 1754) Schlüßlberg 1718 mit Trattenegg und Gallspach in ein Fideikommiss umwandelte. Nach Aussterben der männlichen Linie der Familie der Grafen von Hoheneck 1796, gelangte der Familienbesitz auf Grund der umfangreichen Bestimmungen der Fideikommissstiftungsurkunde zuerst an die Freiherren von Imsland, 1878 an den Grafen Sigmund Engl, ein Ururenkel des Fideikommissstifters; dann folgte 1910 Sigmund Freiherr von Schneeburg († 1932) und diesem Hofrat Oswald Graf Spiegelfeld-Hoheneck (1936–1938 Bezirkshauptmann von Grieskirchen). Das Fideikommiss bestand bis 1938 (Zwangsauflösung durch die nationalsozialistische Verwaltung). 1963 übernahm der langjährige Bürgermeister von Schlüßlberg Sigmund Spiegelfeld-Schneeburg den Besitz von seinem Vater, 1980 folgte sein Sohn Georg.

## Beschreibung
Das heutige Schloss Schlüßlberg ist ein dreigeschoßiger quadratischer Bau aus dem 17. Jahrhundert mit einem mittelalterlichen Kern. Im 18. Jahrhundert wurde die Anlage teilweise barockisiert (diverse Stuckdecken). Der davor liegende Einfahrtsturm mit Zwiebelhelm stammt von 1690. Auf dem Torturm ist als Fresko das Wappen der Hohenecker zu sehen. Neben dem Tor befinden sich ein Wohnhaus und ein landwirtschaftliches Wirtschaftsgebäude aus dem 17. Jahrhundert. Das eigentliche Schloss liegt dahinter. Vor dem Schloss liegt ein Meierhof, oberhalb befindet sich ein Wildgehege mit Damhirschen.
Die Schlosskapelle ist dem hl. Georg geweiht. Sie ist ein gotisches Bauwerk vor 1431 und wurde 1708 barockisiert. Die Kapelle sowie die Zimmer mit Stuckdecken wurden 1953 restauriert. 1970 wurde die zum Tor hin eingestürzte, nordseitige Zwingmauer wiedererrichtet und in den 1980er und 1990er Jahren, die gesamte Anlage generalsaniert.
Heute ist Schlüßlberg im Besitz einer Privatstiftung, die Georg Spiegelfeld-Schneeburg zuzurechnen ist.

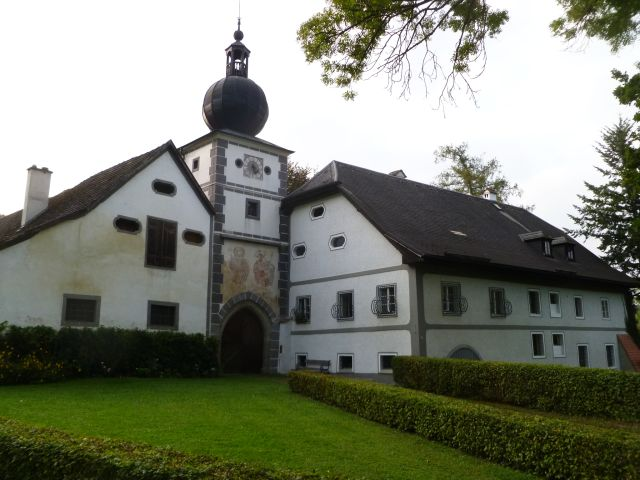
Torturm
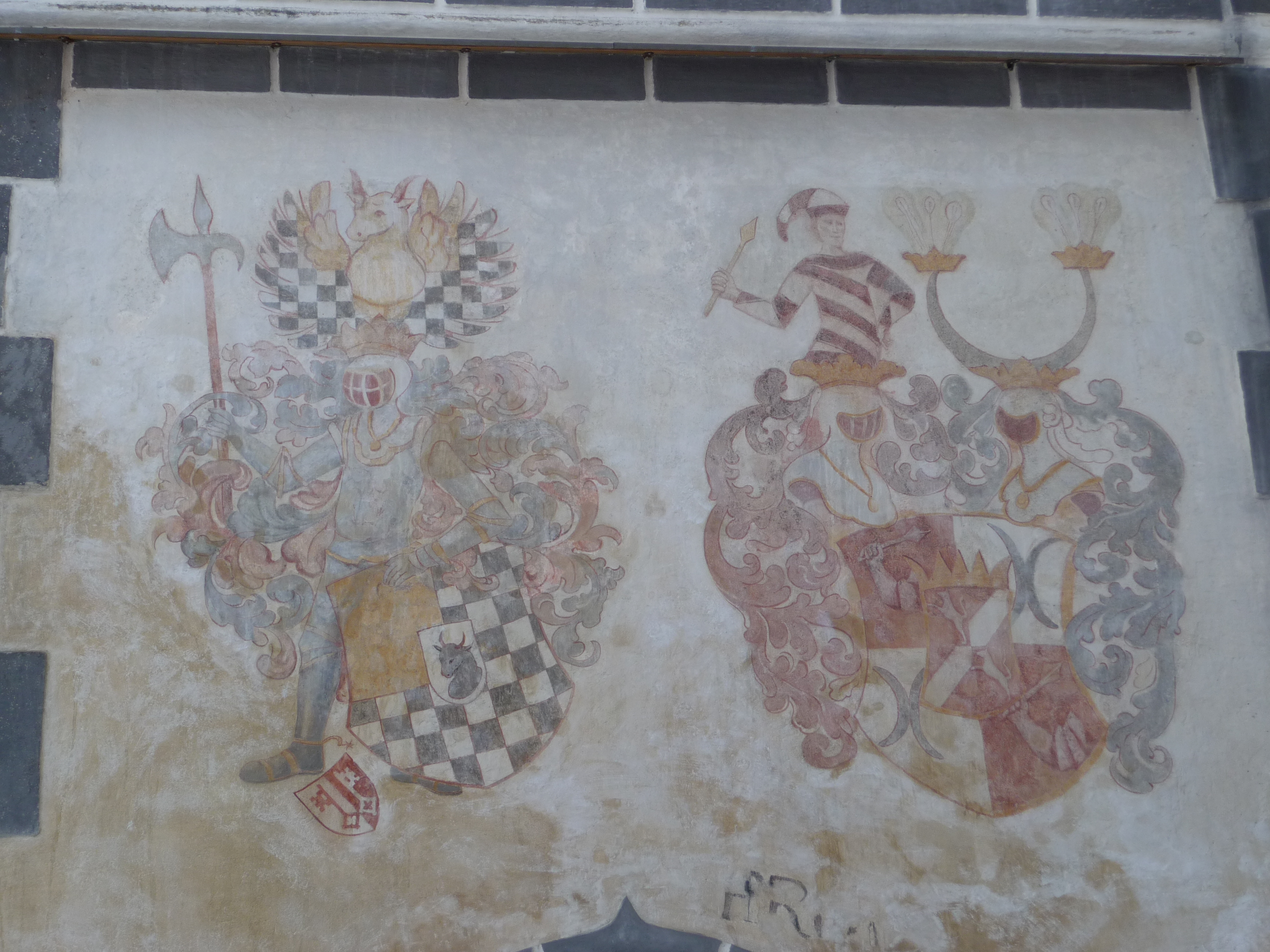
Wappen auf dem Torturm
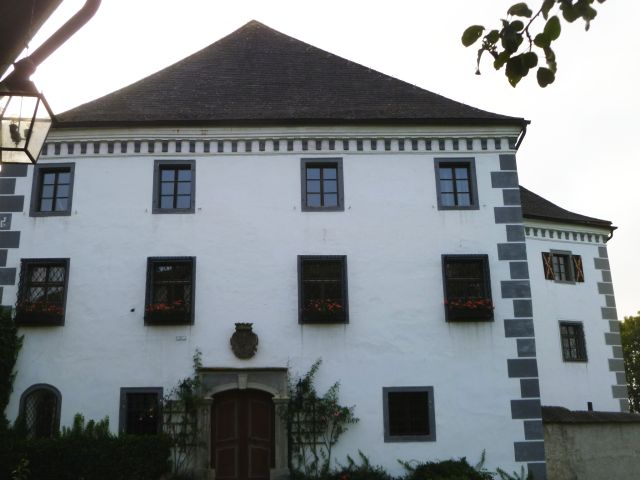
Schlosstrakt
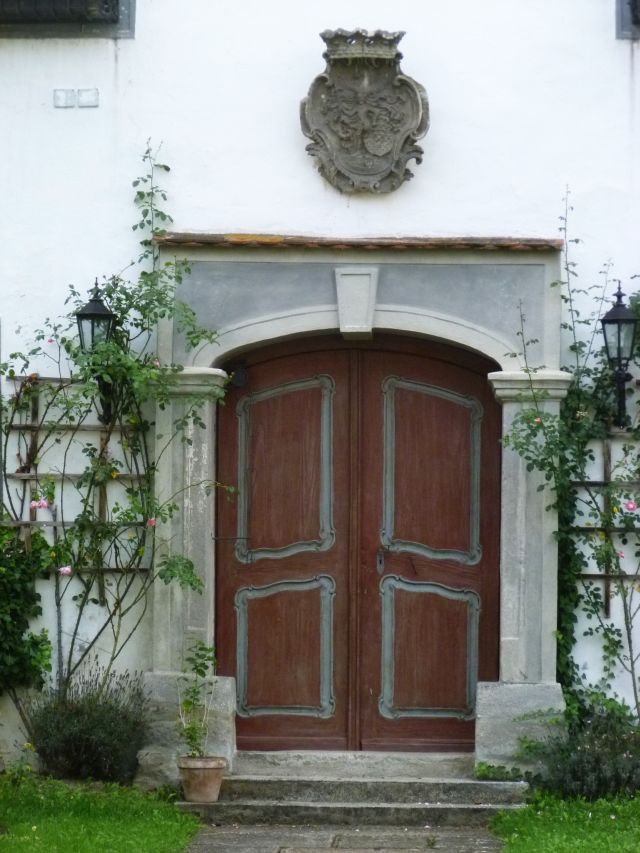
Portal zum Schlosstrakt
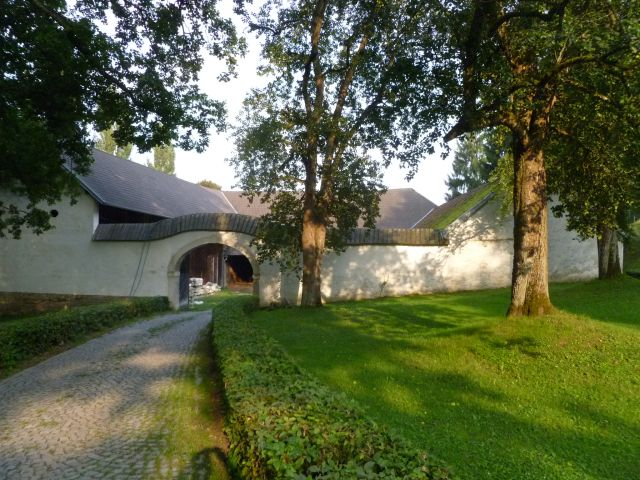
Meierhof
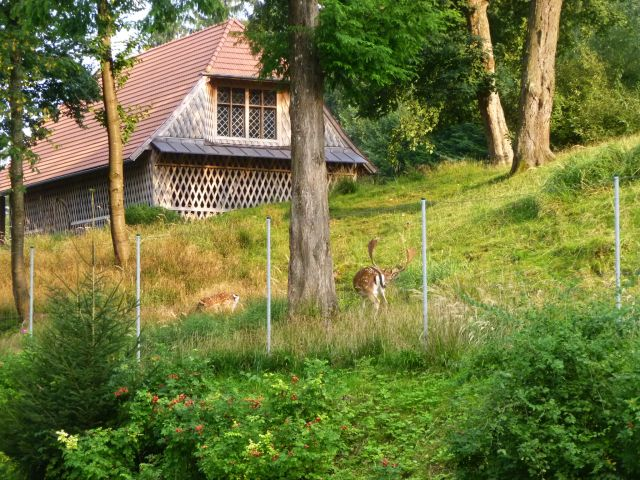
Damhirschgehege